# Coś za mną chodzi
Coś za mną chodzi (tytuł oryg. It Follows) – niezależny amerykański film fabularny z 2014 roku, napisany i wyreżyserowany przez Davida Roberta Mitchella.
Horror, opowiadający historię nastoletniej Jay, która po odbyciu stosunku płciowego doświadcza nadnaturalnych prześladowań przez osoby, których nie dostrzega nikt poza nią. W filmie w rolach głównych wystąpili Maika Monroe, Keir Gilchrist i Jake Weary. Światowa premiera obrazu odbyła się 17 maja 2014 podczas 67. Międzynarodowego Festiwalu Filmowego w Cannes. Na przestrzeni 2014 i początku 2015 roku projekt wyświetlano podczas innych światowych festiwali. Komercyjna premiera Coś za mną chodzi odbyła się 4 lutego 2015. Film zebrał pozytywne recenzje krytyków; chwalony był przede wszystkim za role aktorskie, scenariusz, ścieżkę dźwiękową oraz umiejętność straszenia widza. Otrzymał też kilka prestiżowych wyróżnień, między innymi nominację do nagrody Critics' Week podczas Festiwalu Filmowego w Cannes oraz nagrodę główną w trakcie Gérardmer Film Festival.

## Opis fabuły
Detroit. Dziewiętnastoletnia Jay Height zaczyna spotykać się z tajemniczym i przystojnym Hugh. Po udanej randce oboje decydują się na pierwsze zbliżenie seksualne. Po stosunku chłopak informuje partnerkę, że "coś" zacznie ją prześladować. Wkrótce okazuje się, że nie kłamał. Jay jest terroryzowana koszmarnymi wizjami na jawie, w których podążają za nią upiorne indywidua − osoby, których nie dostrzega nikt poza nią samą. Nie wiadomo, czego chcą, poza tym, że chcą ją skrzywdzić.

## Obsada
- Maika Monroe − Jay Height
- Keir Gilchrist − Paul
- Jake Weary − Hugh/Jeff
- Daniel Zovatto − Greg Hannigan
- Lili Sepe − Kelly Height
- Olivia Luccardi − Yara
- Bailey Spry − Annie
- Debbie Williams − pani Height

## Wydanie filmu
Światowa premiera filmu odbyła się 17 maja 2014. Horror wyemitowano wówczas w sekcji International Critics' Week (Semaine de la Critique) podczas 67. Międzynarodowego Festiwalu Filmowego w Cannes. W drugiej połowie 2014 roku Coś za mną chodzi prezentowany był w trakcie festiwali w Europie, Ameryce Północnej, Azji i Nowej Zelandii, między innymi w Karlowych Warach, Toronto, Londynie, Sitges oraz Turynie. 22 października 2014 projekt zaprezentowano widzom American Film Festival we Wrocławiu, a 23 stycznia 2015 − uczestnikom Sundance Film Festival. Komercyjna premiera obrazu miała miejsce 4 lutego 2015; film trafił wówczas do dystrybucji kinowej na terenie Francji. Wkrótce potem odbyły się premiery horroru w kinach brytyjskich i irlandzkich (27 lutego) oraz amerykańskich i polskich (13 marca). 27 marca film został udostępniony klientom serwisów VOD.

## Recenzje
Odbiór filmu przez krytyków był pozytywny. Agregujący recenzje filmowe serwis Rotten Tomatoes, w oparciu o osiemdziesiąt dwa omówienia, okazał obrazowi 95-procentowe wsparcie. Analogiczna witryna, Metacritic, wykazała, że osiemdziesiąt dwa procent opiniodawców uważa Coś za mną chodzi za film udany. Peter Debruge, dziennikarz piszący dla pisma Variety, okrzyknął film jako stylowy i pełen suspensu. Według Davida Rooneya z The Hollywood Reporter, projekt "świadomie igra z gatunkowymi tropami, lecz nigdy nie puszcza widowni oka", co ma świadczyć o jego odświeżających walorach oraz pomagać trzymać widza w napięciu. Albert Nowicki (witryna His Name Is Death) pisał: "Dzięki twórcom tak ambitnym jak David Robert Mitchell filmowy horror bez problemu może być uznawany za środek wyrazu artystycznego. Coś za mną chodzi ma w sobie więcej klasy niż niejeden odmienny gatunkowo obraz z tak zwanej 'wyższej półki'. Błyskotliwy przekaz osobliwej historii, zapierająca dech w piersi kompozycja oraz wielki talent ekipy realizacyjnej – zwłaszcza reżysera – odpowiadają na pytanie, co nakłoniło jurorów ubiegłorocznego Festiwalu Filmowego w Cannes do przyznania projektowi nagrody Critics' Week."

## Nagrody i wyróżnienia
- 2014, Międzynarodowy Festiwal Filmowy w Cannes:
  - nominacja do nagrody głównej Critics' Week (wyróżniony: David Robert Mitchell)[3]
- 2014, American Film Festival:
  - nominacja do nagrody Sekcja "Spectrum" (David Robert Mitchell)[9]
- 2014, Austin Fantastic Fest:
  - nagroda Next Wave w kategorii najlepszy film (David Robert Mitchell)[3]
  - nagroda Next Wave w kategorii najlepszy scenariusz (David Robert Mitchell)[3]
- 2014, Chicago International Film Festival:
  - nominacja do nagrody Audience Choice (David Robert Mitchell)[3]
- 2014, Neuchâtel International Fantasy Film Festival:
  - nagroda Denis-de-Rougemont Youth (David Robert Mitchell)[3]
  - nagroda International Critic's (David Robert Mitchell)[3]
  - nominacja do nagrody Narcisse (David Robert Mitchell)[3]
- 2014, Tallinn Black Nights Film Festival:
  - nominacja do nagrody Just Film w kategorii najlepszy film młodego reżysera (David Robert Mitchell)[3]
- 2015, Gérardmer Film Festival:
  - nagroda główna przyznawana najlepszemu filmowi (David Robert Mitchell)[3]
  - nagroda Critic's Prize (David Robert Mitchell)[3]
- 2016, iHorror Awards:
  - nominacja do nagrody iHorror w kategorii najlepszy film[10][11]
  - nominacja do nagrody iHorror w kategorii najlepsza aktorka (Maika Monroe)[10][11]
  - nominacja do nagrody iHorror w kategorii najlepszy reżyseria (David Robert Mitchell)[10][11]
  - nominacja do nagrody iHorror w kategorii najlepsza postać (antagoniści objęci klątwą)[10][11]
- 2016, Fangoria Chainsaw Awards:
  - nagroda Chainsaw w kategorii najlepszy film wydany w szerokiej dystrybucji[12]
  - nagroda Chainsaw w kategorii najlepsza aktorka (Maika Monroe)[12]
  - nagroda Chainsaw w kategorii najlepsza ścieżka dźwiękowa[12]
  - nominacja do nagrody Chainsaw w kategorii najlepszy scenariusz (kandydat dopisany do listy)[12]
  - nominacja do nagrody Chainsaw w kategorii najlepsza aktorka drugoplanowa (Olivia Luccardi; kandydatka dopisana do listy)[12]
  - nominacja do nagrody Chainsaw w kategorii najlepsza charakteryzacja/najlepsze efekty specjalne (kandydat dopisany do listy)[12]